# Preseglie
Preseglie ist eine norditalienische Gemeinde (comune) mit 1460 Einwohnern (Stand 31. Dezember 2023) im Val Sabbia der Provinz Brescia in der Lombardei. Die Gemeinde liegt etwa 19 Kilometer nordöstlich von Brescia und gehört zur Comunità Montana della Valle Sabbia.

## Verkehr
Durch die Gemeinde führt die frühere Strada Statale 237 del Caffaro (heute die Provinzstraße SPBS 237) von Brescia nach Kalfein.